# Kim Eui-tae
Kim Eui-tae   (prefectura de Hyōgo, 2 de juny de 1941) és un judoka sud-coreà que va competir durant les dècades de 1960 i 1970.
El 1964 va prendre part en els Jocs Olímpics d'Estiu de Tòquio, on guanyà la medalla de bronze en la competició del pes mitjà del programa de judo. No va disputar els Jocs de Ciutat de Mèxic de 1968 perquè el judo no fou un esport olímpic i hagué d'esperar als Jocs de Múnic de 1972 per tornar a disputar uns Jocs Olímpics. En la prova del pes semi pesat quedà eliminat en sèries.
En el seu palmarès també destaquen dues medalles de bronze al Campionat del món de judo.